# Beauvoir-en-Lyons
Beauvoir-en-Lyons è un comune francese di 587 abitanti situato nel dipartimento della Senna Marittima nella regione della Normandia.

## Società

### Evoluzione demografica
Abitanti censiti